# 쇼나이촌 (미에현)
쇼나이촌(庄内村)은 미에현 스즈카군에 있던 촌이다. 현재의 스즈카시 북서부에 해당한다.

## 역사
- 1889년 4월 1일 - 정촌제 시행에 의해 스즈카군 쇼나이촌이 성립하였다.
- 1955년 4월 17일 - 후카이자와촌과 합병해, 레이호촌이 성립하여, 동일 쇼나이촌은 폐지되었다.

## 교통

### 도로
현재는 구촌 지역에 히가시메이한자동차도 스즈카 나들묵이 위치해 있지만, 당시에는 미개통 상태였다. 

## 참고문헌
- 角川日本地名大辞典 24 三重県